# Diocesi di Bruges

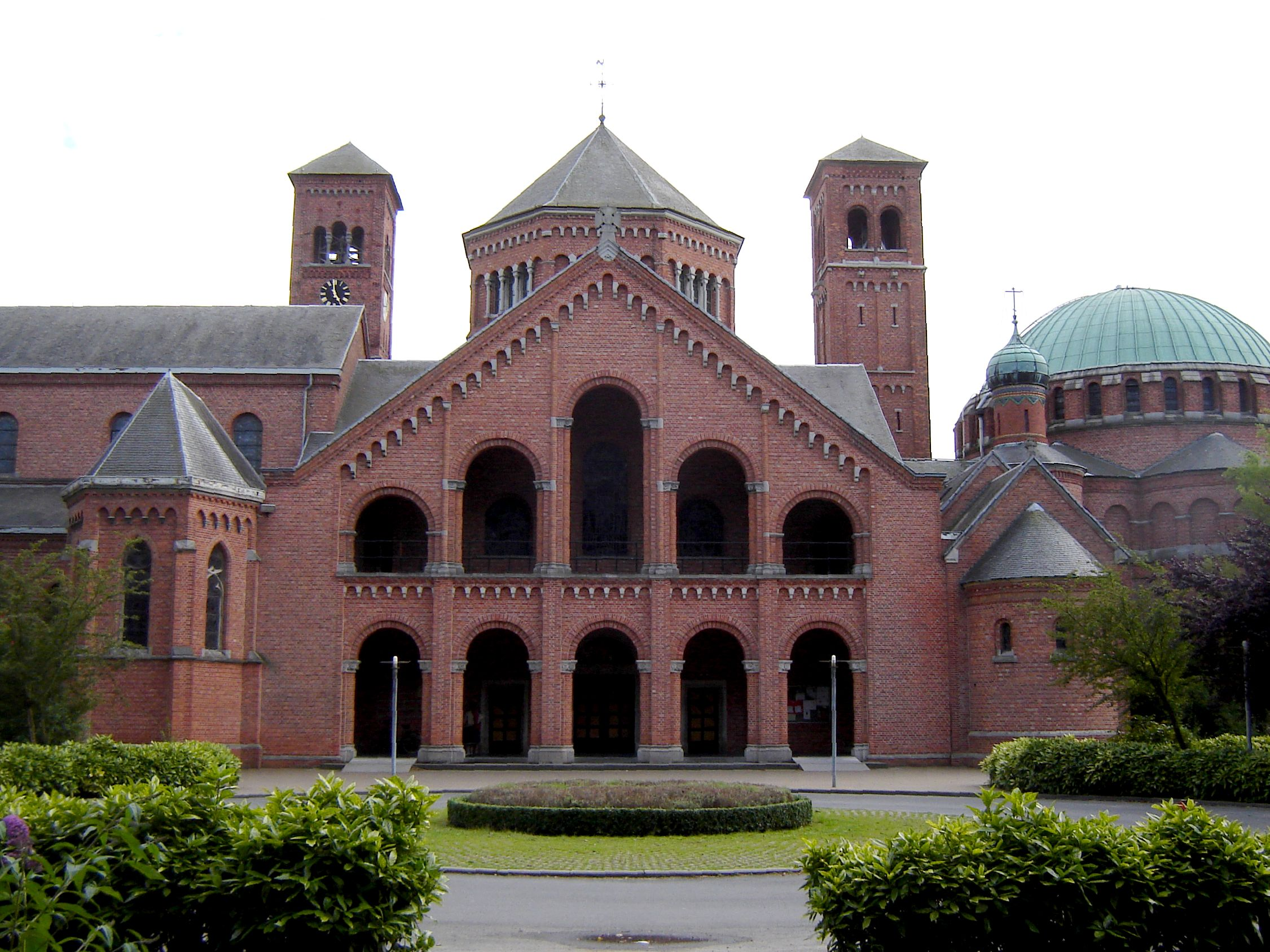
La chiesa abbaziale di Sant'Andrea di Zevenkerken.

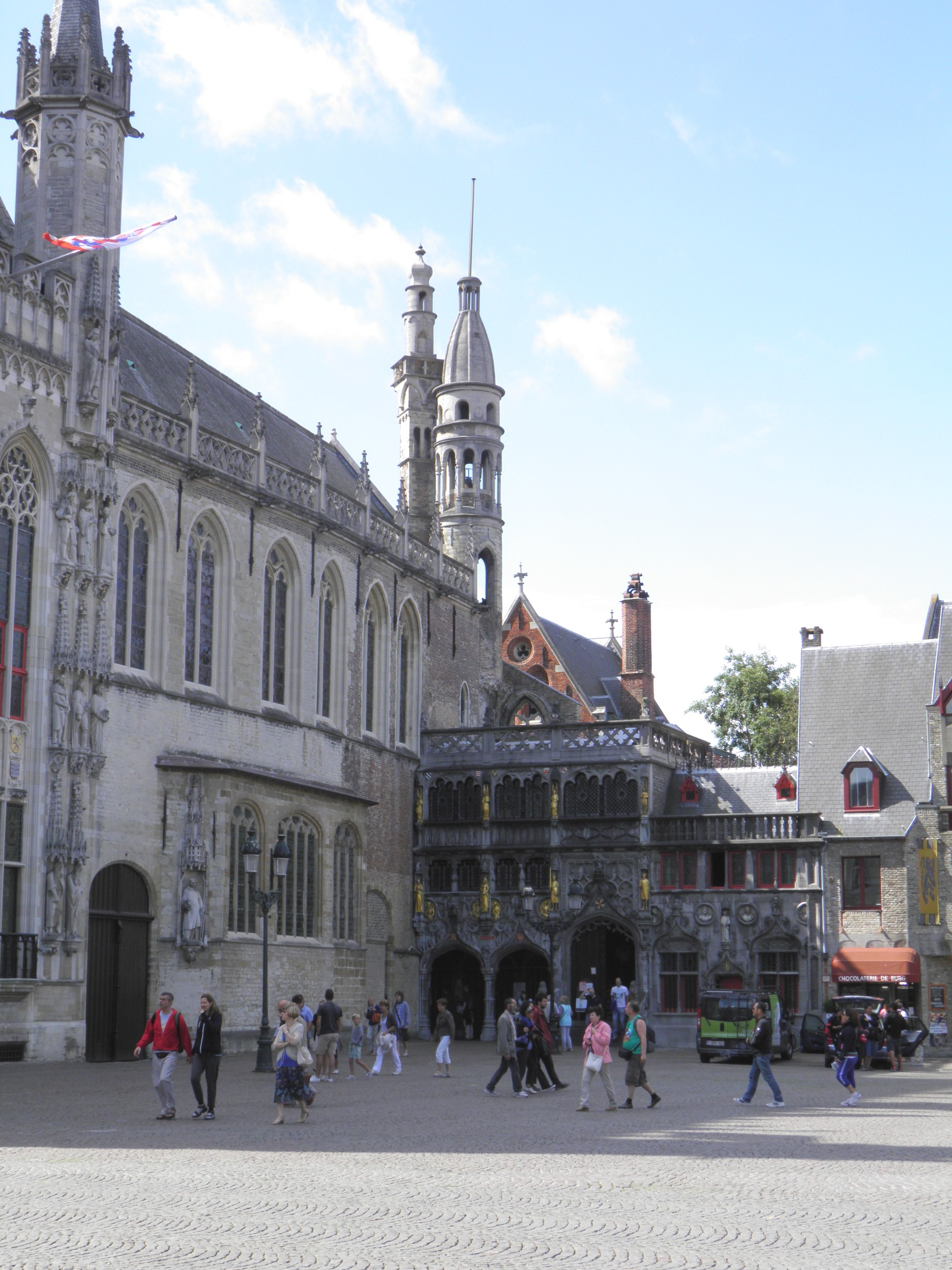
La basilica del Sacro Sangue di Bruges.

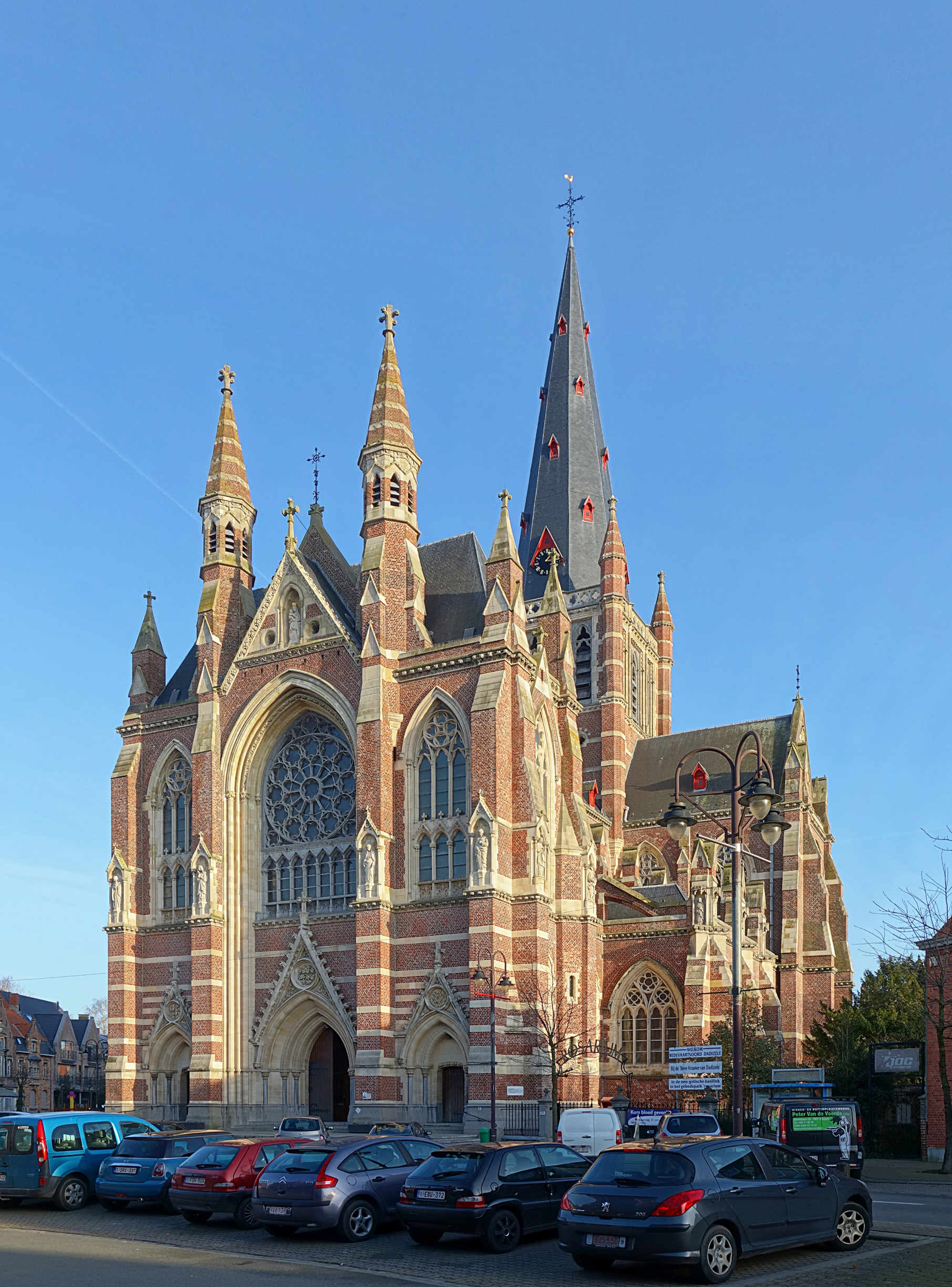
La basilica di Nostra Signora di Dadizele.

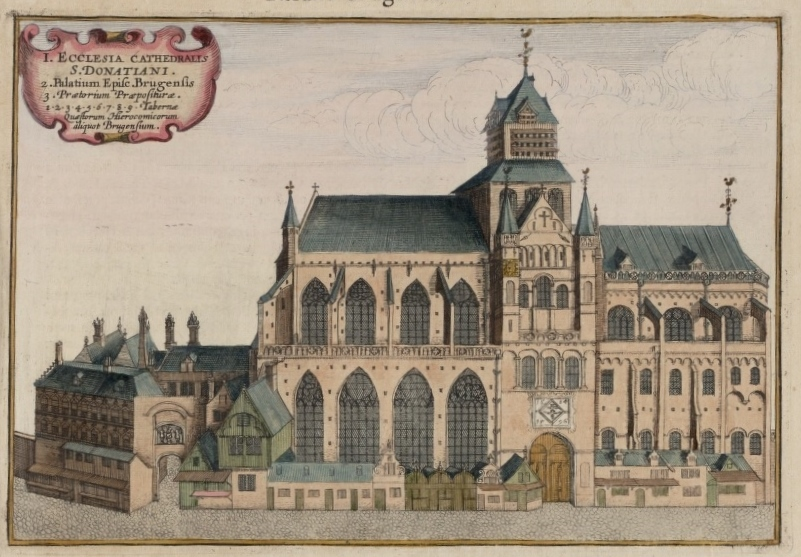
La cattedrale di San Donato in un'illustrazione del 1641.

La diocesi di Bruges (in latino Dioecesis Brugensis) è una sede della Chiesa cattolica in Belgio suffraganea dell'arcidiocesi di Malines-Bruxelles. Nel 2023 contava 855.940 battezzati su  1.211.193 abitanti. È retta dal vescovo Lodewijk Aerts.

## Territorio
La diocesi comprende la provincia delle Fiandre Occidentali.
Sede vescovile è la città di Bruges, dove si trova la cattedrale di San Salvatore (Sint-Salvatorskathedraal). Nel territorio diocesano si trovano anche tre basiliche minori: il Sacro Sangue a Bruges; Nostra Signora di Dadizele nel comune di Moorslede; Sant'Andrea nel quartiere Sint-Andries di Bruges (nota anche come Sant'Andrea di Zevenkerken).
Il territorio si estende su 3.144 km² ed è suddiviso in 335 parrocchie e 12 decanati.

## Storia
Durante il regno di Filippo II si poté avviare la ridefinizione della geografia ecclesiastica dei possedimenti spagnoli nei Paesi Bassi, già discussa nei decenni precedenti. Una commissione apposita redasse un lungo rapporto, corredato da cartine geografiche, sull'opportunità di avviare un programma di fondazione di nuove diocesi che, nell'ambito della controriforma, favorisse un'intensificazione della vigilanza pastorale, nell'ottica di porre un freno alla corruzione e alla decadenza morale nel clero, e insieme potesse limitare il progredire delle idee teologiche dei riformatori tedeschi e svizzeri.
Il 12 maggio 1559, con la bolla Super universas, papa Paolo IV eresse quattordici nuove diocesi, tra cui quella di Bruges, che, assieme alle quattro preesistenti, formavano tre nuove province ecclesiastiche, ossia Cambrai, Utrecht e Malines.
La bolla Super universas tuttavia non definiva i confini delle diocesi, non stabiliva il numero delle parrocchie e soprattutto non prevedeva i mezzi di sussistenza delle mense episcopali. Una commissione incaricata di studiare questi aspetti lavorò due anni, e solo l'11 marzo 1561 fu pubblicata la bolla Ex iniuncto nobis di papa Pio IV, che dette finalmente una fisionomia territoriale alla diocesi di Bruges. La nuova diocesi, resa suffraganea di Malines, fu costituita dai decanati di Bruges, Oudenburg e Ardenbourg che erano appartenuti alla diocesi di Tournai. La collegiata di San Donato fu eretta a cattedrale diocesana. Per mantenere la diocesi, furono concessi alla mensa episcopale dieci canonicati e i beni delle abbazie di San Bertino e di Ter Doest.
Fu nominato come primo vescovo della nuova diocesi Pierre De Corte, che prese possesso della sede il 31 gennaio 1562; organizzò la diocesi in 8 decanati e promulgò i decreti di riforma del concilio di Trento. Al successore Remigius Driutius si deve la fondazione del seminario diocesano nel 1571, che ebbe però vita breve, poiché fu distrutto durante le guerre di religione, che causarono anche un impoverimento della diocesi e la distruzione di molte delle sue chiese; lo stesso vescovo passò in prigione quattro anni, tra il 1577 e il 1581. Al posto del seminario fu aperto a Bruges nel 1594 un collegio, a cui fu annessa una cattedra di teologia nel 1611 durante l'episcopato di Karel-Filips De Rodoan.
Il collegio facente funzione di seminario fu chiuso durante l'episcopato di Servaas de Quinckere (1630-1639), perché le spese sostenute per mantenerlo pesavano eccessivamente sulle casse della diocesi. Fu riaperto solo nel 1719 da Hendrik Jozef van Susteren, vescovo che si distinse soprattutto per la sua tenace opposizione contro il giansenismo.
Il vescovo Jean-Baptiste de Castillon (1743-1753) si occupò attivamente dell'istruzione cristiana dei suoi fedeli e della formazione dei seminaristi. Interessato alla storia locale, scrisse una Sacra Belgii chronologia. Gli archivi della congregazione del concilio conservano i testi di due sue relazioni triennali alla Santa Sede sullo stato della sua diocesi nel 1746 e nel 1753.
L'ultimo vescovo di Bruges fu Felix Brenart (1777-1794), il quale, prima ancora che le truppe francesi facessero il loro ingresso in Bruges, aveva abbandonato la città e la diocesi rifugiandosi in Germania dove morì a fine ottobre del 1794. La diocesi fu retta da vicari capitolari fino alla sua soppressione il 29 novembre 1801, con la bolla Qui Christi Domini di papa Pio VII, che ne incorporò il territorio in quello della diocesi di Gand. L'antica cattedrale di San Donato fu espropriata durante la rivoluzione francese, poi venduta all'incanto, infine demolita dagli acquirenti per rivenderne il materiale edilizio.
Il 17 agosto 1827, in forza della bolla Quod iamdiu, papa Leone XII aveva deciso di ristabilire la diocesi di Bruges, ma questo progetto non andò in porto per l'opposizione dei calvinisti olandesi e dei cattolici liberali belgi. Solo dopo la rivoluzione belga si poté dare attuazione al precedente progetto. Il 27 maggio 1834 la diocesi fu effettivamente ristabilita con la bolla Romanae Ecclesiae di papa Gregorio XVI, con giurisdizione sulla provincia delle Fiandre Occidentali. La diocesi comprendeva anche parte del territorio della diocesi di Ypres, già soppressa nel 1801.
Primo vescovo della restaurata diocesi fu François-René Boussen (1824-1848), che organizzò la diocesi in un arcipresbiterato e 11 decanati per un totale di 262 chiese parrocchiali. Boussen visitò più volte la diocesi, stabilì nuovi statuti diocesani adattati ai tempi, eresse diversi collegi cattolici e una scuola normale. Lo stesso Boussen, quando era ancora vescovo ausiliare di Gand, aveva riaperto il seminario maggiore di Bruges nei locali dell'ex abbazia delle Dune.
Il territorio diocesano è rimasto immutato fino al 1967, quando l'arrondissement di Mouscron è stato trasferito alla diocesi di Tournai.

## Cronotassi dei vescovi
Si omettono i periodi di sede vacante non superiori ai 2 anni o non storicamente accertati.
- Pieter de Corte † (10 marzo 1561 - 16 ottobre 1567 deceduto)
- Remi Drieux † (16 settembre 1569 - 12 maggio 1594 deceduto)
- Matthias Lambrecht † (20 dicembre 1595 - 1º giugno 1602 deceduto)
- Karel-Filips De Rodoan † (26 maggio 1603 - 7 luglio 1616 deceduto)
- Anthonius Triest † (3 aprile 1617 - 25 ottobre 1621 nominato vescovo di Gand)
- Denis Stoffels † (8 agosto 1622 - 6 luglio 1629 deceduto)
- Servaas de Quinckere † (18 marzo 1630 - 13 marzo 1639 deceduto)
- Nicolaas de Haudion † (16 settembre 1641 - 24 settembre 1649 deceduto)
- Carolus Van den Bosch † (17 aprile 1650 - 15 marzo 1660 nominato vescovo di Gand)
- Robert de Haynin † (19 dicembre 1661 - 10 dicembre 1668 deceduto)
- François de Baillencourt † (18 marzo 1671 - 3 novembre 1681 deceduto)
- Humbertus Guilielmus de Precipiano † (7 dicembre 1682 - 8 maggio 1690 nominato arcivescovo di Malines)
- Guilielmus (Willem) Bassery † (13 novembre 1690 - 18 giugno 1706 deceduto)
  - Sede vacante (1706-1715)
- Hendrik Jozef van Susteren † (16 dicembre 1715 - 24 febbraio 1742 deceduto)
- Jean-Baptiste de Castillon † (20 maggio 1743 - 26 giugno 1753 deceduto)
- Joannes-Robertus Caimo † (1º aprile 1754 - 22 dicembre 1775 deceduto)
- Felix Brenart † (12 maggio 1777 - 26 ottobre 1794 deceduto)
  - Sede vacante (1794-1801)
  - Sede soppressa (1801-1834)
- François-René Boussen † (23 giugno 1834 - 1º ottobre 1848 deceduto)
- Jean-Baptiste Malou † (11 dicembre 1848 - 23 marzo 1864 deceduto)
- Johan Joseph Faict † (22 settembre 1864 - 4 gennaio 1894 deceduto)
- Pieter De Brabandere † (18 maggio 1894 - 31 marzo 1895 deceduto)
- Gustave Joseph Waffelaert † (28 giugno 1895 - 18 dicembre 1931 deceduto)
- Henricus Lamiroy † (18 dicembre 1931 succeduto - 10 maggio 1952 deceduto)
- Emiel-Jozef De Smedt † (31 luglio 1952 - 15 dicembre 1984 ritirato)
- Roger Joseph Vangheluwe (15 dicembre 1984 - 23 aprile 2010 dimesso[5])
- Jozef De Kesel (25 giugno 2010 - 6 novembre 2015 nominato arcivescovo di Malines-Bruxelles)
- Lodewijk Aerts, dal 5 ottobre 2016

## Statistiche
La diocesi nel 2023 su una popolazione di 1.211.193 persone contava 855.940 battezzati, corrispondenti al 70,7% del totale.
| anno | popolazione | popolazione | popolazione | presbiteri | presbiteri | presbiteri | presbiteri                | diaconi | religiosi | religiosi | parrocchie |
| anno | battezzati  | totale      | %           | numero     | secolari   | regolari   | battezzati per presbitero | diaconi | uomini    | donne     | parrocchie |
| ---- | ----------- | ----------- | ----------- | ---------- | ---------- | ---------- | ------------------------- | ------- | --------- | --------- | ---------- |
| 1950 | 1.003.500   | 1.006.357   | 99,7        | 1.840      | 1.394      | 446        | 545                       |         | 1.017     | 8.050     | 345        |
| 1959 | 1.015.675   | 1.044.451   | 97,2        | 1.937      | 1.532      | 405        | 524                       |         | 1.009     | 8.620     | 376        |
| 1969 | 1.030.000   | 1.042.586   | 98,8        | 1.769      | 1.339      | 430        | 582                       |         | 810       | 7.000     | 365        |
| 1980 | 1.054.000   | 1.078.237   | 97,8        | 1.542      | 1.172      | 370        | 683                       | 16      | 648       | 5.492     | 367        |
| 1990 | 1.030.000   | 1.098.271   | 93,8        | 1.390      | 1.028      | 362        | 741                       | 49      | 613       | 4.258     | 367        |
| 1999 | 1.050.000   | 1.125.140   | 93,3        | 1.218      | 889        | 329        | 862                       | 67      | 492       | 3.324     | 366        |
| 2000 | 1.050.000   | 1.127.091   | 93,2        | 1.158      | 832        | 326        | 906                       | 64      | 482       | 3.236     | 366        |
| 2001 | 1.045.000   | 1.128.774   | 92,6        | 1.132      | 807        | 325        | 923                       | 69      | 479       | 3.131     | 366        |
| 2002 | 1.040.000   | 1.130.040   | 92,0        | 1.089      | 767        | 322        | 955                       | 82      | 440       | 3.025     | 365        |
| 2003 | 1.035.000   | 1.132.275   | 91,4        | 1.073      | 774        | 299        | 964                       | 72      | 442       | 2.920     | 365        |
| 2004 | 1.025.000   | 1.133.931   | 90,4        | 1.062      | 760        | 302        | 965                       | 75      | 436       | 2.804     | 364        |
| 2006 | 1.010.000   | 1.138.503   | 88,7        | 940        | 669        | 271        | 1.074                     | 79      | 340       | 2.617     | 363        |
| 2012 | 960.000     | 1.173.440   | 81,8        | 786        | 561        | 225        | 1.221                     | 88      | 323       | 1.919     | 362        |
| 2015 | 968.000     | 1.178.265   | 82,2        | 672        | 476        | 196        | 1.440                     | 92      | 279       | 1.581     | 354        |
| 2018 | 841.900     | 1.190.193   | 70,7        | 582        | 413        | 169        | 1.446                     | 94      | 236       | 1.287     | 349        |
| 2020 | 846.400     | 1.197.690   | 70,7        | 512        | 364        | 148        | 1.653                     | 90      | 194       | 1.107     | 348        |
| 2022 | 851.899     | 1.205.473   | 70,7        | 469        | 339        | 130        | 1.816                     | 86      | 169       | 942       | 339        |
| 2023 | 855.940     | 1.211.193   | 70,7        | 410        | 307        | 103        | 2.087                     | 86      | 145       | 929       | 335        |